# Punta Gurruchaga
Punta Gurruchaga ist eine Landspitze von King George Island im Archipel der Südlichen Shetlandinseln. Am Kopfende des Visca Anchorage liegt sie in unmittelbarer Umgebung zum Ajax-Eisfall am Ufer der Caleta Aldea.
Argentinische Wissenschaftler benannten sie nach der Francisco de Gurruchaga, einem Forschungsschiff bei der von 1953 bis 1954 durchgeführten argentinischen Antarktisexpedition.